# 中国海軍レーダー照射事件
中国海軍レーダー照射事件（ちゅうごくかいぐんレーダーしょうしゃじけん）とは、2013年1月30日午前10時頃、東シナ海において中国人民解放軍海軍の江衛II型フリゲート「連雲港」（522）が、海上自衛隊のむらさめ型護衛艦「ゆうだち」に対して火器管制レーダー（射撃指揮システムで使用されるレーダー）でレーダー電波を照射した事件。

## 事件の経緯
- 2013年1月30日 - 午前10時頃、東シナ海において中国人民解放軍海軍所属の江衛II型フリゲート「連雲港」（522）[3]が、海上自衛隊第7護衛隊所属の護衛艦「ゆうだち」に向けて火器管制レーダー（射撃管制用レーダー）を照射（小野寺五典防衛大臣が2月5日夜に発表）[4]。中国側が「ぬれぎぬ」と言いがかりをつけてくることを念頭に、公表にあたり詳細なデータ分析・検証で事実関係を固める[5]。
- 2013年2月5日 - 小野寺防衛大臣が緊急に記者会見を行い事件について発表[2]。同時に、2013年1月19日午後5時頃にも東シナ海において中国海軍所属のジャンカイI級フリゲート「温州」（526）[3]が、海上自衛隊第6護衛隊隊所属のたかなみ型護衛艦「おおなみ」搭載の哨戒ヘリコプター「SH-60」に向けて火器管制レーダーを照射した疑いがあることも発表された[6]。

防衛省がレーダー波を解析したところ、火器管制レーダー（いわゆる射撃用のレーダー）のものであった。中国側はこれに対してレーダーの使用は認めたが、射撃管制用レーダーではなく監視（捜索）用レーダーであったと主張している。その後、複数の中国軍幹部は攻撃用の射撃管制レーダーを艦長の判断で照射したことを認めたが、中国国防部（国防省）側は引き続き否定している。いずれの中国艦も対艦用・対空用等複数の火器管制レーダーを装備しているが、どのレーダーが用いられたか等の細部は公表されていない。
安倍晋三首相はこれに対して「国際社会のルール違反だ」と批判した一方で「対話の窓口は閉ざさないことが大事だ」「中国こそ戦略的互恵関係の原点に立ち戻ってほしい」と日中関係改善に努める意向。小野寺五典防衛相はこの事件を発生から6日後の2月5日に報告を受け、首相と協議し同日中に公表した。

## 報道
レーダー照射については、中国共産党が指示をしたものという見方と　現場の海軍の独自判断によるものという見方の2つが報じられた。前節にも記載しているとおり、中国側からは軍幹部の「艦長の判断」というコメントも出ており、「現場の軍人が勝手にやったのではないか」という軍事筋の推測もある一方で、前防衛相の森本敏は「（レーダー照射の判断は）艦長より上でしょうから、軍の暴走とは思わない」と述べており、自衛隊関係者も「現場の暴走と判断するのは難しい」と考えていることが伝えられている。
同年4月24日に産経新聞は、中国共産党の意向で日本に対する威嚇手段を検討した中央軍事委員会が、レーダー照射などを提案し、党の許可を得て実施していたと報じた。
さらに、軍事アナリストの小川和久は、レーダー照射は共産党による徹底的なコントロールの下で行われたもので、海上自衛隊は安易に火力で反撃してこないと"信頼"して実施されたとの見方を示している。
また、ジャーナリストで軍事評論家の田岡俊次は冷戦期にアメリカとソ連の間でエスカレートの一途を辿った公海上での挑発行為と、その反省を基に両国間で締結された海上事故防止協定(INCSEA協定)において禁じられている危険行為に火器管制レーダーの照射が含まれていない事を指摘し、日本側のマスコミの反応を疑問視している。